# یواس‌اس سیلفیش (اس‌اس‌آر-۵۷۲)
یواس‌اس سیلفیش (اس‌اس‌آر-۵۷۲) (به انگلیسی: USS Sailfish (SSR-572)) یک زیردریایی بود که طول آن ۳۵۰ فوت (۱۱۰ متر) بود. این زیردریایی در سال ۱۹۵۵ ساخته شد.